# Wilhelm Kohler (Offizier)
Wilhelm Kohler (* 15. April 1896 in Lohr am Main; † 25. Februar 1968 in Bayreuth) war ein deutscher Heeresoffizier, zuletzt Generalleutnant der Wehrmacht. Nach dem Zweiten Weltkrieg engagierte er sich in Bayreuths Kommunalpolitik.

## Leben
Beförderungen
- 28. April 1915 Fahnenjunker
- 12. Juni 1915 Fähnrich
- 13. Juli 1915 Leutnant
- 5. März 1924 Oberleutnant
- 1. November 1928 Rittmeister
- 1. April 1935 Major
- 1. Januar 1938 Oberstleutnant
- 1. November 1940 Oberst
- 1. Juni 1943 Generalmajor
- 1. Juni 1944 Generalleutnant

Wilhelm Kohler war ein Sohn des Forstmeisters Klemens Kohler († 1905). Zwei Wochen nach Beginn des Ersten Weltkriegs trat Kohler als Freiwilliger am 17. August 1914 in das Königlich Bayerische 7. Infanterie-Regiment „Prinz Leopold“ ein. In diesem Regiment wurde er 1918 Regimentsadjutant. Als die Bayerische Armee aufgelöst war, wurde er in das Freikorps Epp und später in die Reichswehr in das 19. Infanterie-Regiment übernommen. Nach vier Jahren als Kompaniechef im 21. Infanterie-Regiment war er 1934–1937 Taktiklehrer an den Kriegsschulen in Dresden und München. Das Corps Hercynia München verlieh ihm in jener Zeit (1935, kurz vor der Suspension) das Band. Gleichzeitige waren der Bakteriologe und Hygieniker Valentin Gerlach und der spätere Generalleutnant der Luftwaffe Gerhard Conrad.
Von München kam er für zwei Jahre als Bataillonskommandeur des neu aufgestellten Maschinengewehr-Bataillons 10 nach Pirmasens ohne mit dem Bataillon zu Kriegsbeginn einen Einsatz erfahren zu haben. Am 5. Dezember 1939 wurde er Regimentskommandeur des Infanterie-Regiments 486 in der 262. Infanterie-Division. Mit der Division war er erst in der Saarpfalz und anschließend an der Maginot-Linie eingesetzt. Ende 1940 folgte die Verlegung nach Polen. Dort nahm er u. a. an der Schlacht um Kiew teil. Durch seinen Einsatz im Deutsch-Sowjetischen Krieg erhielt er am 26. Dezember 1941 an der Ostfront das Deutsche Kreuz in Gold. Es folgte die Verlegung in das Gebiet um Orel und 1943 das Unternehmen Zitadelle, welches die Infanterie-Division so stark dezimierte, dass diese aufgelöst wurde. Mit der Auflösung der Division wurde Kohler zum 1. Januar 1943 für drei Monate in die Führerreserve versetzt und absolvierte ein Divisionsführer-Lehrgang. Seit März 1943 mit ihrer Führung beauftragt, wurde er am 1. April 1943 Divisionskommandeur der neu aufgestellten 282. Infanterie-Division. Am 10. August 1943 gelang es Teilen der 7. Russischen Gardearmee die deutsche Front im Abschnitt der 282. Infanterie-Division zu durchbrechen. Das Generalkommando des XXXXII. Deutschen Armeekorps meldete die Krise sei entstanden durch ungeschickte Führung der 282. Division. Daraufhin wurde der Divisionskommandeur Kohler abgelöst und in die Führerreserve des OKH versetzt. Er war dann knapp ein Jahr Kommandeur der zum Heer überführten 11. Luftwaffen-Felddivision. Für die letzten fünf Monate des Krieges war er abgestellt zum Reichskriegsgericht. Am Tag nach der bedingungslosen Kapitulation der Wehrmacht geriet er in Kriegsgefangenschaft der United States Army. Am 25. Juni 1947 wurde er entlassen. Er war Stadtrat in Bayreuth.

## Auszeichnungen
- Eisernes Kreuz (1914) I. Klasse[2]
- Militärverdienstorden (Bayern) IV. Klasse mit Schwertern und Krone[2]
- Deutsches Kreuz in Gold (1941)[1]